# Firemonkeys Studios
Firemonkeys Studios es un desarrollador  y editor de videojuegos, con sede en Melbourne, Australia. En mayo de 2011, Electronic Arts anunció la adquisición de Firemint por una suma no divulgada, convirtiéndolo en un estudio interno para EA Interactive. IronMonkey Studios también se tomaron bajo el ala de EA Interactive en 2010.
En enero de 2011, Firemint adquirió al desarrollador australiano de videojuegos Infinite Interactive, conocido por la serie Puzzle Quest. En julio de 2012, Firemint anunció una publicación en su blog que Firemint fusionaría con IronMonkey Studios de EA y fusionaría sus nombres en Firemonkeys. Los nuevos juegos, incluidos Need for Speed: Most Wanted y Real Racing 3, se lanzan con el nuevo nombre de la empresa.

## Videojuegos
| Juego                                   | Plataforma                                  | Fecha de lanzamiento |
| --------------------------------------- | ------------------------------------------- | -------------------- |
| The Sims Mobile                         | iOS / Android                               | Marzo de 2018        |
| Need for Speed: No Limits               | iOS / Android                               | Septiembre de 2015   |
| Real Racing 3                           | iOS / Android                               | Febrero de 2013      |
| The Sims FreePlay                       | iOS / Android / Kindle Fire / Windows Phone | Noviembre de 2012    |
| Need for Speed: Most Wanted             | iOS / Android                               | Octubre de 2012      |
| Flight Control Rocket                   | iOS / Windows Phone                         | Marzo de 2012        |
| Spy Mouse                               | iOS / Android                               | Agosto de 2011       |
| Real Racing 2                           | iOS / Android / Mac OS X                    | Diciembre de 2010    |
| Flight Control HD                       | PlayStation 3 / Steam                       | Septiembre de 2010   |
| Flight Control                          | Nintendo DSi / DSiWare                      | Febrero de 2010      |
| Real Racing                             | iOS                                         | Junio de 2009        |
| Flight Control                          | iOS / Windows Phone                         | Marzo de 2009        |
| Back at the Barnyard: Slop Bucket Games | Nintendo DS                                 | Octubre de 2008      |
| Madden NFL 09 3D                        | Móvil                                       | Agosto de 2008       |
| The Fast and the Furious: Pink Slip     | iOS, Móvil                                  | Agosto de 2008       |
| The Sims DJ                             | iOS (solo iPod)                             | Junio de 2008        |
| Project Joystick: Dung                  | Móvil, PC                                   | Mayo de 2008         |
| Nicktoons: Attack of the Toybots        | Game Boy Advance                            | Noviembre de 2007    |
| FIA World Rally Championship            | Móvil                                       | Septiembre de 2007   |
| Madden NFL 08 3D                        | Móvil                                       | Agosto de 2007       |
| The Fast and the Furious: Fugitive      | Móvil                                       | Junio de 2007        |
| Ratatouille                             | Móvil                                       | Junio de 2007        |
| Tinker Bell: Fly!                       | Móvil                                       | Febrero de 2007      |
| Need for Speed: Most Wanted (2005)      | Móvil                                       | Octubre de 2006      |
| Madden NFL 07 3D                        | Móvil                                       | Agosto de 2006       |
| Socceroos: Path to Glory                | Móvil                                       | Junio de 2006        |
| Sopranos Poker                          | Móvil                                       | Marzo de 2006        |
| Snood 2: On Vacation                    | Móvil                                       | Agosto de 2005       |
| NBA 1 on 1 2006                         | Móvil                                       | Junio de 2005        |
| Star Trek: The Cold Enemy               | Móvil                                       | Febrero de 2005      |
| Black Rain: Revenge                     | Móvil                                       | Septiembre de 2004   |
| Ryan Giggs International                | Móvil                                       | Agosto de 2004       |
| Tokyo Fighter                           | Móvil                                       | Diciembre de 2003    |
| Soul Daddy BKB                          | Móvil                                       | Agosto de 2003       |
| Soul Daddy in LA                        | Móvil                                       | Julio de 2003        |
| Nicktoons Racing                        | Game Boy Advance                            | Junio de 2002        |